# カンガバ

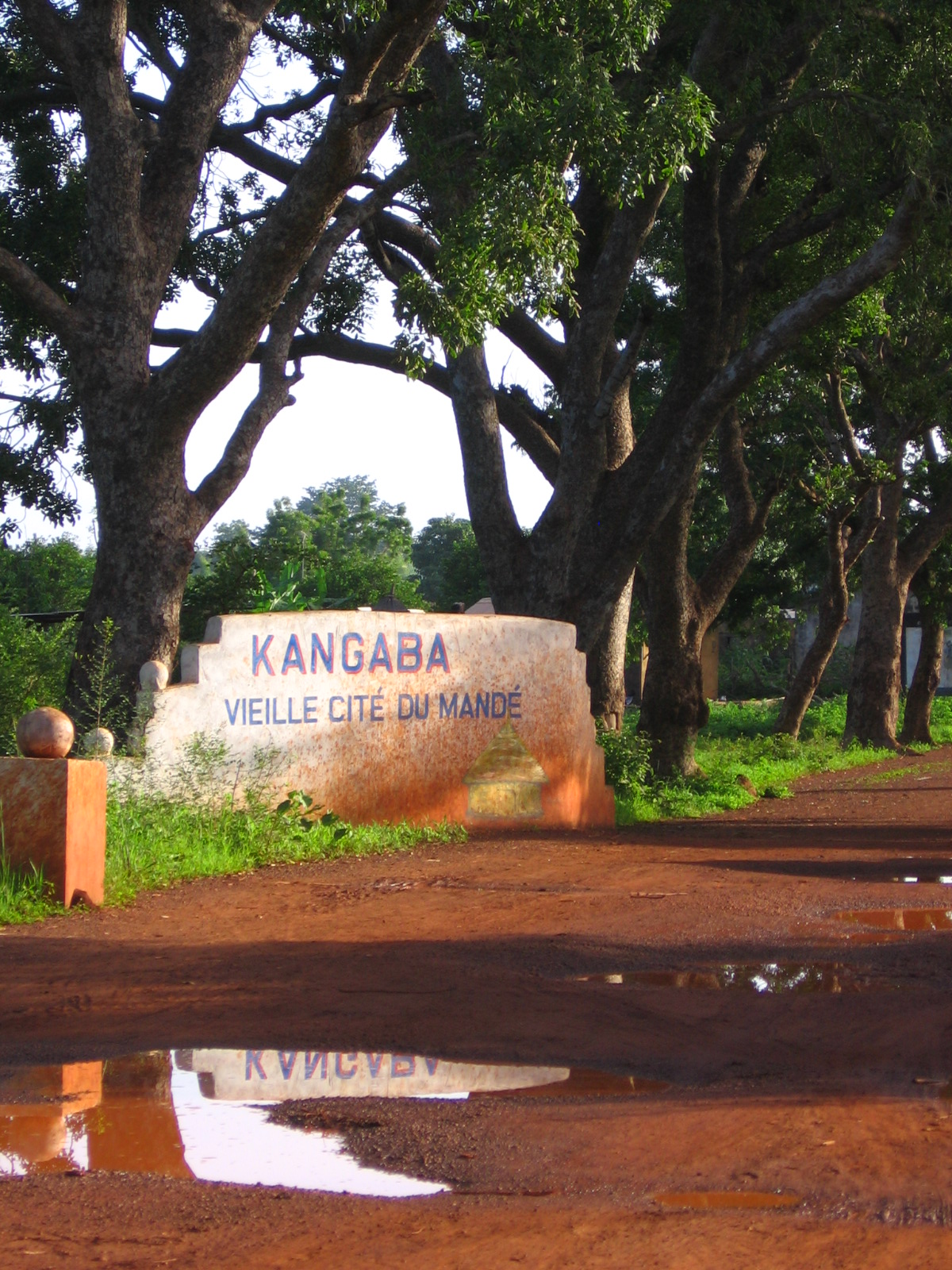
町の入口

カンガバ（Kangaba）は、マリ共和国クリコロ州カンガバ地域圏ベンカジ・コミューンの中心となる町である。
町の名前の由来は、メッカのカアバ（アラビア語で立方体を意味する）がマリンケ語風に訛ったものである。西アフリカの歴史的な地方区分「マンデ」は、このカンガバの町を中心とした地方である。マンデはマリ帝国揺籃の地ともなった。カンガバの町は現在のマリ共和国とギニア共和国の国境から50キロメートル離れたところに位置している。

## カンガバの聖なる小屋
カンガバにあるカマ・ボロン（Kama Bolon）という小屋が聖なる小屋として崇められており、小屋の屋根が7年ごとに葺きかえられている。この小屋では、ケラ（Kéla）という隣の村に住むジャバテ家（Diabaté）のグリオにより、創世神話やケイタ家の事跡を語り歌う例大祭が行われる。カマ・ボロンは1653年に建てられた。
2011年3月16日、マリ政府は閣議で、7年ごとに行われるカマ・ボロンの屋根の葺き替えを国家的文化遺産に分類する暫定デクレを採択した。

## クルカンの原
1236年にスンジャタ・ケイタがクルカン・フカ憲章を宣言した場所、クルカン・フカ（Kurukan Fuka、クルカンの原）は、このカンガバであったとみなされている。クルカン・フカ憲章は、最初期の人権の普遍的な宣言であり、マリ帝国のいしずえになった。